# Eminence

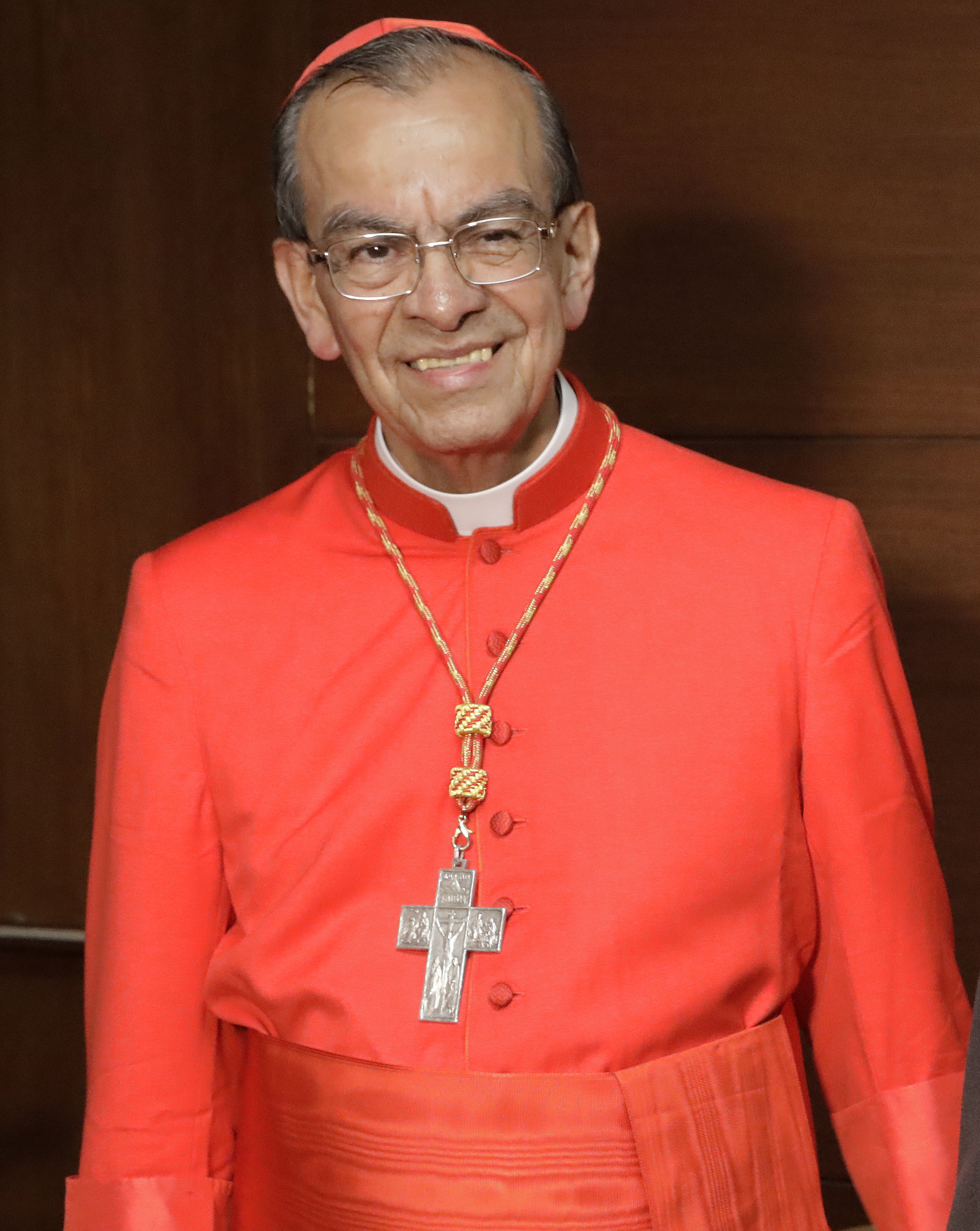
Jeho Eminence Gregorio Rosa Chávez (kardinál-kněz a pomocný biskup arcidiecéze San Salvador)

Eminence (latinsky eminentia=význačnost, výtečnost) je titul a oslovení kardinálů a velmistra řádu Maltézských rytířů.

## Historie
Historie tohoto titulu spadá do období třicetileté války, kdy jeho zavedením zdůraznil papež Urban VIII. politické a společenské postavení kardinálů. Význam tohoto kroku spočíval především v zařazení tohoto titulu ihned za titul panovníka, což dlouhodobě posílilo společenské postavení kardinálů, což spolu s dalšími opatřeními zvýšilo politický vliv církve.
Roku 1630 tento titul přidělil papež Urban VIII. velmistrům řádu Maltézských rytířů, čímž se snažil posílit svůj (resp. papežův) vliv na tento řád.

## Užití
Titul se používá s předsunutým přivlastňovacím zájmenem „jeho“ a obě části titulu se mají psát s velkým písmenem na začátku, např. Jeho Eminenci, kardinálu ... nebo v oslovení Vaše Eminence, pane kardinále ....